# Christy Hemme
Christina Lee "Christy" Hemme (n. 28 octombrie 1980, Poway, California, SUA) este o actriță, cântăreață, wrestler și valet în wrestlingul profesionist, dar și fotomodel. Americanca este în prezent în Total Nonstop Action Wrestling, în divizia Knockout-urilor. Ea este de asemenea cunoscută pentru aparițiile sale în World Wrestling Entertainment, dar și pentru numărul revistei Playboy din aprilie 2005, în care a apărut.